# John Quenneville
John Quenneville (* 16. April 1996 in Edmonton, Alberta) ist ein kanadischer Eishockeyspieler, der seit November 2024 bei Tappara Tampere aus der finnischen Liiga unter Vertrag steht und dort auf der Position des Centers spielt. Zuvor absolvierte Quenneville unter anderem über 200 Spiele in der American Hockey League (AHL) und bestritt darüber hinaus weitere 44 Partien für die New Jersey Devils und Chicago Blackhawks in der National Hockey League (NHL). Der langjährige NHL-Spieler und -Trainer Joel Quenneville ist ein Cousin zweiten Grades.

## Karriere
Quenneville spielte zwischen 2009 und 2012 für diverse unterklassige Juniorenteams unter anderem in der Alberta Junior Hockey League (AJHL). Nachdem der Stürmer im Bantam Draft der Western Hockey League (WHL) des Jahres 2011 von den Brandon Wheat Kings ausgewählt worden war, stand er mit Beginn der Saison 2012/13 im Kader des Teams. Insgesamt spielte Quenneville vier Jahre lang für die Wheat Kings und bestritt sein bestes Spieljahr in der Saison 2015/16, als er 57 Partien 73 Scorerpunkte verbuchte. Zudem war er mit 16 Toren bester Torschütze der Play-offs, an deren Ende Brandon den Ed Chynoweth Cup gewann.
Im Anschluss an seine Juniorenkarriere wechselte Quenneville zur Saison 2016/17 in das Franchise der New Jersey Devils aus der National Hockey League (NHL), die ihn im NHL Entry Draft 2014 in der ersten Runde an 30. Position ausgewählt und im Juli 2015 unter Vertrag genommen hatten. Dort wurde er mit Beginn der Spielzeit in der American Hockey League (AHL) bei den Albany Devils, dem Farmteam New Jerseys, eingesetzt, ehe er Anfang Dezember 2016 sein NHL-Debüt feierte. Der Stürmer wurde jedoch alsbald wieder in die AHL geschickt. Nach drei Jahren bei den Devils wurde Quenneville im Juni 2019 im Tausch für John Hayden an die Chicago Blackhawks abgegeben. Dort pendelte er in der Folgezeit zwischen dem NHL-Kader der Blackhawks und dem AHL-Kader der Rockford IceHogs, ehe er im NHL Expansion Draft 2021 von den Seattle Kraken ausgewählt wurde.
Mit den Kraken konnte sich der Kanadier jedoch nicht auf einen Vertrag einigen, sodass er im August 2021 zunächst auf Probe zu den ZSC Lions aus der Schweizer National League wechselte. Durch seine Leistungen erhielt er einen Monat später einen Vertrag für die gesamte Saison 2021/22. Im Sommer 2022 wechselte er schließlich innerhalb Europas zu Leksands IF aus der Svenska Hockeyligan (SHL), wo er bis Ende Januar 2023 aktiv war, ehe sein Vertrag aufgelöst wurde. Wenige Tage später kehrte er nach Nordamerika zurück und ging bis zum Saisonende ein Arbeitsverhältnis mit den Belleville Senators aus der AHL ein. Anschließend blieb Quenneville bis Mitte Dezember 2023 vereinslos, bevor er vom HC Lugano verpflichtet wurde und damit nach eineinhalb Jahren in die Schweiz zurückkehrte. Im Sommer 2024 verließ der Kanadier den Verein bereits wieder und schloss sich im November desselben Jahres Tappara Tampere aus der finnischen Liiga an.

### International
Für sein Heimatland spielte Quenneville bei der World U-17 Hockey Challenge 2013 sowie der U18-Junioren-Weltmeisterschaft 2014 und der U20-Junioren-Weltmeisterschaft 2016. Dabei gewann er im Rahmen der World U-17 Hockey Challenge die Silber- und bei der U18-Junioren-Weltmeisterschaft die Bronzemedaille.

## Erfolge und Auszeichnungen
- 2016 Ed-Chynoweth-Cup-Gewinn mit den Brandon Wheat Kings
- 2017 Teilnahme am AHL All-Star Classic
- 2019 Teilnahme am AHL All-Star Classic

### International
- 2013 Silbermedaille bei der World U-17 Hockey Challenge
- 2014 Bronzemedaille bei der U18-Junioren-Weltmeisterschaft

## Karrierestatistik
Stand: Ende der Saison 2024/25

### International
Vertrat Kanada bei:
- World U-17 Hockey Challenge 2013
- U18-Junioren-Weltmeisterschaft 2014
- U20-Junioren-Weltmeisterschaft 2016

(Legende zur Spielerstatistik: Sp oder GP = absolvierte Spiele; T oder G = erzielte Tore; V oder A = erzielte Assists; Pkt oder Pts = erzielte Scorerpunkte; SM oder PIM = erhaltene Strafminuten; +/− = Plus/Minus-Bilanz; PP = erzielte Überzahltore; SH = erzielte Unterzahltore; GW = erzielte Siegtore; 1 Play-downs/Relegation; Kursiv: Statistik nicht vollständig)